# Stazione di Tehara
La stazione di Tehara (手原駅?, Tehara-eki) è una stazione ferroviaria della città di Rittō, nella prefettura di Shiga in Giappone. La stazione è gestita dalla JR West e serve la linea Kusatsu.

## Linee e servizi
JR West
■ Linea Kusatsu

## Struttura
La stazione  è costituita da due banchine laterali con 2 binari in superficie al livello del terreno.
| 1 | ■ Linea Kusatsu | per Kibukawa e Tsuge |
| 2 | ■ Linea Kusatsu | per Kusatsu e Kyoto  |

## Stazioni adiacenti
| «             | Servizio      | »             |
| Linea Kusatsu | Linea Kusatsu | Linea Kusatsu |
| ------------- | ------------- | ------------- |
| Ishibe        | Locale        | Kusatsu       |

- Era prevista la costruzione di una nuova stazione del Tōkaidō Shinkansen fra la stazione di Tehara e quella di Kusatsu, con una nuova stazione di interscambio, ma il progetto è attualmente in stallo.